# Dichaetothyrea
Dichaetothyrea is een vliegengeslacht uit de familie van de roofvliegen (Asilidae).

## Soorten
- D. clavifrons Londt, 1982
- D. punctulata (Meijere, 1911)